# Пиеве Торина
Пиѐве Торѝна (на италиански: Pieve Torina, на местен диалект Piturìna, Питурина) е село и община в Централна Италия, провинция Мачерата, регион Марке. Разположено е на 470 m надморска височина. Населението на общината е 1501 души (към 2010 г.).